# 南沙河口街道
南沙街道全称南沙河口街道，是中华人民共和国辽宁省大連市沙河口区下辖的一个乡镇级行政单位。
街道驻地幸福e家社区。

## 行政区划
南沙河口街道下辖以下地区：
汉阳社区、后山社区、兰亭社区、南沙社区、台扩社区、园中园社区、水芙山竹社区、桃山社区、海建社区、星海人家社区、幸福ｅ家社区和东方社区。